# Battaglia del fiordo di Drøbak
La battaglia del fiordo di Drøbak si svolse nell'estremità settentrionale del fiordo di Oslo, in Norvegia, il 9 aprile 1940, nei primi giorni dell'invasione tedesca della Norvegia. Questa battaglia segnò l'inizio delle operazioni sul fronte occidentale del secondo conflitto mondiale e allo stesso tempo il termine della cosiddetta "strana guerra".
La Fortezza di Oscarsborg, vicino Drøbak attaccò la flotta tedesca mentre attraversava il fiordo con lo scopo di catturare la capitale norvegese e catturare il re Haakon VII assieme al governo. All'epoca della battaglia, la datata batteria navale principale aveva già più di 40 anni, perciò l'installazione era stata relegata al semplice addestramento. L'arma più potente della fortezza era una batteria lancia siluri che nessuno dei militari norvegesi sapeva usare.
Nonostante ciò gli armamenti operarono senza problemi. Affondando l'avanguardia della flotta tedesca, la Fortezza di Oscarsborg salvò il re e il governo dall'essere catturati nelle prime ore dell'invasione.

## Antefatti
A causa della situazione politica caotica, il colonnello Birger Eriksen non ricevette nessun chiaro ordine né se le navi in avvicinamento fossero tedesche o Alleate. La Norvegia era ufficialmente neutrale ma il governo era incline ad appoggiarsi agli inglesi se la Germania avesse attaccato il paese scandinavo. Prima di dare l'ordine di aprire il fuoco contro le navi in avvicinamento, Eriksen disse: "O sarò decorato, o sarò processato dalla Corte Marziale. Fuoco!"
A parte ufficiali e sottufficiali, quasi tutti i soldati semplici erano appena delle reclute, coscritti appena sette giorni prima, il 2 aprile. A causa di questo afflusso di 450 nuove reclute, le mine navali non erano dispiegate quel giorno, infatti uno degli addestramenti nei giorni successivi era proprio quello di posizionare la barriera di mine sottomarine.

### La batteria dei siluri
Il comandante della batteria siluri a Oscarsborg era in malattia sin dal marzo precedente. Per questo motivo il comandante in pensione Andreas Anderssen, che viveva vicino Drøbak, venne riassegnato temporaneamente alla batteria, dove aveva già servito nel 1909, conoscendo quindi bene quelle armi. La batteria aveva tre tunnel per siluri in grado di sparare fino sei siluri consecutivamente senza caricarli uno alla volta; nove siluri erano già pronti all'uso.

## La battaglia

### La batteria principale
Mentre la batteria principale e il comandante della fortezza di Oscarsborg erano sull'isola Håøya a nord-ovest di Kaholmen Sud, a causa delle circostanze speciali del 1940, Eriksen prese posizione nella base sul fianco orientale della batteria principale di Kaholmen Sud.
Alle 04:21 del 9 aprile, Eriksen diede l'ordine alla batteria principale di aprire il fuoco sulla nave leader della flottiglia sconosciuta, fermando il suo proseguimento verso Oslo. Le due serie di cannoni Krupp da 28 cm, Moses e Aron ingaggiarono battaglia con l'incrociatore Blücher, a 1 800 m di distanza. I cannoni erano stati caricati con proiettili esplosivi da 255 kg; Sparare indiscriminatamente era una violazione delle regole d'ingaggio pre-guerra norvegesi, le quali affermavano che innanzitutto si doveva sparare un colpo a salve, cosa che non accadde anche in questo caso. Il colonnello Eriksen giustificò il suo diretto attacco affermando che i colpi a salve erano stati sparati precedentemente, appena le navi si erano avvicinate al fiordo.

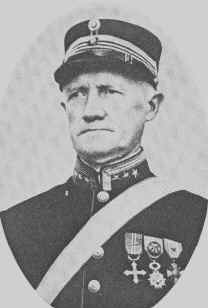
Colonnello Birger Eriksen.

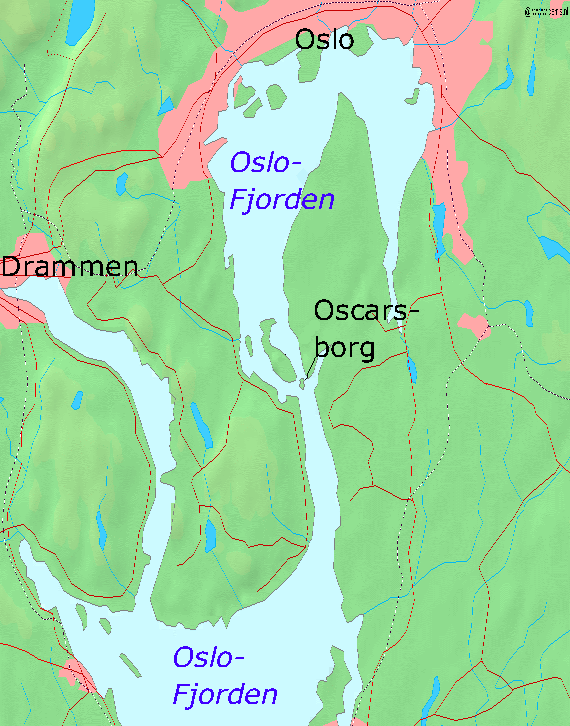
Mappa dell'Oslofjord con indicata la fortezza di Oscarsborg.

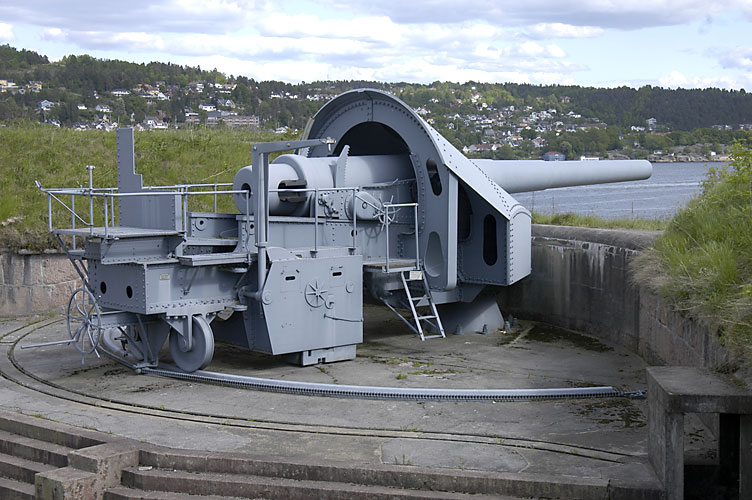
Una delle tre batterie principali da 28 cm di Oscarsborg.

Il primo proiettile da 28 cm colpì il Blücher davanti all'albero di poppa, incendiando metà della nave di fronte all'albero di prua. La seconda serie di proiettili colpì a prua la base della torretta da 20,3 cm, lanciando gran parte di essa in mare e generando nuovi incendi. La batteria sparò solo due volte, a causa del lungo tempo di caricamento impiegato dalle 30 reclute. Solamente gli artiglieri di un cannone erano operativi e solo due cannoni potevano essere operativi, dividendo le reclute in due gruppi. In aiuto erano stati richiamati anche dei cuochi ma non vi era il tempo per ricaricare, né per sparare con il terzo cannone,Josva, che venne caricato ma non utilizzato.
L'estrema efficacia dei proiettili della batteria è dovuta al primo colpo che penetrò nell'imbarcazione esplodendo in un magazzino contenente lattine d'olio, bombe incendiarie, bombe di profondità e bombe per l'idrovolante da ricognizione Arado Ar 196dell'incrociatore. Le paratie, sul ponte, esplosero e l'olio si incendio nell'area circostante. Il secondo proiettile centrò la centralina elettrica dei cannoni principali della nave, rendendole incapaci di sparare.

### Le batterie di Kopås e Husvik
Mentre la Blücher bruciava, le batterie di Kopås e Husvik la bersagliarono rispettivamente con proiettili da 57 e 150 mm. I cannoni più potenti colpivano la nave ovunque mentre quelli da 57 mm concentravano il fuoco sulla sovrastruttura dell'incrociatore e sulle armi contraeree, impedendo per quanto possibile di rispondere al fuoco mentre oltrepassava la fortezza. La batteria di Husvik venne abbandonata quando l'incrociatore le passò di fronte e le sparò con l'artiglieria leggera contraerea. L'edificio prese fuoco ma non vi furono vittime. Nel frattempo, l'incrociatore tedesco era stato colpito da circa 30 proiettili da 57 mm e da 13 da 15 cm, uno dei quali danneggiò il timone obbligando quindi l'equipaggio ad usare i motori e e le eliche per impedire alla nave di incagliarsi. Anche il sistema antincendio venne colpito, intralciando così il soccorso dei feriti da parte dell'equipaggio stesso della nave.

### L'identità degli intrusi viene scoperta
Quando l'incrociatore passò davanti ai cannoni della fortezza, le urla dei membri dell'equipaggio furono udite sopra il frastuono della battaglia; fonti norvegesi affermano che i tedeschi cominciarono a cantare Das Lied der Deutschen. A questo punto fu chiaro ai norvegesi contro chi stavano combattendo. Verso le 04:35, Eriksen ricevette un messaggio dal dragamine norvegese HNoMS Otra, il quale confermava che gli intrusi erano tedeschi. Il messaggio era stato inviato alla base navale di Horten alle 04:10 ma i problemi con le comunicazioni ritardarono l'invio rapido del messaggio ad Eriksen.
Il fuoco di risposta del Blücher fu inefficace: i proiettili furono sparati troppo in alto e sorvolarono la batteria. Il fuoco d'artiglieria durò ancora 5-7 minuti poi vi fu silenzio mentre tutto l'equipaggio in vita dell'incrociatore attendeva sul ponte della nave.

### Anderssen attacca con i siluri
Oltrepassata la linea di fuoco della batteria principale, il capitano dell'incrociatore sperava di poter ancora salvare la nave. Tuttavia, la Blücher finì a tiro delle batterie siluranti del comandante Anderssen, appena a 500 m di distanza. I siluri usati erano vecchi di 40 anni di fattura austro-ungherese e nessuno sapeva se avrebbero funzionato o no. Alle 04:30, Anderssen fece fuoco e la batteria funzionò alla perfezione, lanciando in mare, appena 3 m più sotto, due siluri diretti verso l'incrociatore in fiamme. Il primo siluro esplose poco avanti della torretta di prua, danneggiando lievemente l'imbarcazione. Il secondo siluro centrò il bersaglio vicino a dove la nave era stata colpita dal primo proiettile da 28 cm. L'esplosione causò danni catastrofici all'incrociatore che iniziò ad imbarcare acqua.

### La fine dellaBlücher
Con i motori messi fuori uso dal secondo siluro, l'incrociatore venne ancorato vicino agli isolotti di Askholmene, appena più a nord. I siluri dell'incrociatore vennero lanciati verso la costa in modo che non potessero esplodere a causa dell'incendio a bordo. La lotta dell'equipaggio per salvare la nave finì alle 05:30, quando le fiamme raggiunsero un magazzino di munizioni al centro della nave per cannoni FlaK da 10,5 cm, scatenando un altro tremendo incendio. L'esplosione nel magazzino irruppe tra le paratie dei locali caldaie e investendo i serbatoi del carburante, condannando la Blücher.
Alle 06:22, la nave affondò, dapprima sul fianco sinistro, poi immergendo la prua e infine scivolando in acqua anche con la poppa, le cui eliche furono le ultime parti dell'incrociatore a scomparire. Dopo l'affondamento, grandi quantità di carburante si dispersero in mare dove duemila marinai e soldati attendevano di essere salvati dall'acqua ghiacciata. Il carburante ben presto si incendiò uccidendo centinaia di uomini.
L'obergefreiter (soldato scelto) Günther Morgalla, che sopravvisse all'affondamento, in seguito disse che, mentre nuotava con i propri compagni verso la terraferma, sentì che qualcuno continuava a cantare Das Lied der Deutschen seguito da Das kann doch einen Seemann nicht erschüttern. (Questo non può scuotere un marinaio).
In tutto, circa 650-800 uomini morirono e circa 550 marinai e soldati tedeschi furono catturati dai soldati norvegesi della 4ª Compagnia delle Guardie Reali Norvegesi, sotto il comando del capitano A. J. T. Petersson. Circa 1 200 sopravvissuti raggiunsero la riva presso Frogn vicino Drøbak dove furono dapprima fatti prigionieri e poi aiutati dai militari norvegesi. Nel fare ciò però permisero al comandante tedesco, Erwin Engelbrecht, di fuggire verso la vicina strada dove catturò un camion norvegese. Engelbrecht raggiunse così l'Hotel Continental a Oslo con solo due ore di ritardo rispetto al previsto. La maggior parte dei feriti tedeschi furono condotti all'Hotel estivo Åsgården a Åsgårdstrand per ricevere cure mediche; nello stesso luogo precedentemente erano stati portati i feriti norvegesi. L'hotel era la temporanea base dell'Ospedale della Regia Marina Norvegese che fu evacuato alla mezzanotte dell'8 aprile.

## Il resto della flottiglia
Le restanti navi della flottiglia restarono fuori portata delle batterie norvegesi. Vedendo degli sbuffi d'acqua dovuti ad esplosioni sottomarine, il comandante dell'incrociatore pesante Deutschland credette che la Blücher avesse colpito delle mine sottomarine. Alle ore 04:40 decise quindi di far ripiegare le unità tedesche per far sbarcare le truppe d'invasione al sicuro, fuori dalla portata dei cannoni di Oscarsborg.
Mentre ripiegavano, i norvegesi tentarono di colpire anche la Deutschland con cannoni da 15 cm, della batteria di Kopås, centrandola tre volte e mettendo fuori uso una delle sue torrette, prima che le navi sparissero nella nebbia.
Durante il resto della battaglia i norvegesi bersagliarono continuamente i tedeschi e credettero di aver colpito la nave d'addestramento Brummer; tuttavia ad essere colpito fu il cargo norvegese MSSørland, finito in mezzo agli scontri e attaccato da due dragamine tedesche, l'R-18 e l'R-19. Il cargo affondò portando con sé due dei sei membri dell'equipaggio, i primi civili norvegesi vittime dell'invasione tedesca. La Brummer verrà affondata dal sottomarino britannico HMS Sterlet, il 15 aprile, mentre rientrava in Germania.

## Il bombardamento della Luftwaffe

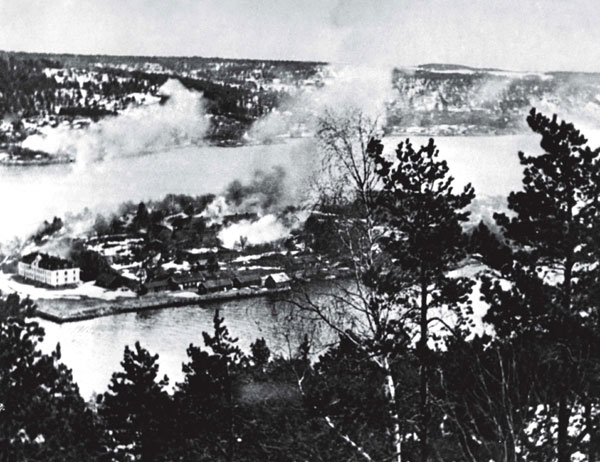
L'isola di Oscarsborg durante il bombardamento.

La fortezza fu soggetta a pesanti bombardamenti da parte della Luftwaffe sempre il 9 aprile, a cui i norvegesi poterono rispondere con cannoni contraerei Bofors da 40 mm e con undici mitragliatrici Browning M1917 divise tra la batteria principale e le batterie di Seiersten e di Håøya.
Il fuoco contraereo durò fino alle 12:00 con limitati effetti sui tedeschi. Nella pausa tra le 12:00 e le 13:30, la Deutschland bombardò l'isola principale, e in seguito l'aviazione tedesca riprese a bombardare, colpendo le difese contraeree, senza provocare vittime. In tutto, le fortezze furono soggette a nove ore di attacchi dal cielo, durante i quali 500 bombe, tra i 50 e i 200 kg, furono sganciate su Oscarsborg.

## La resa
Anche se l'assalto navale fu ritardato, Oslo venne catturata dalle forze sbarcate con alianti all'aeroporto di Fornebu, vicino alla città stessa. Venuto a sapere della cattura della capitale e di uno sbarco tedesco al villaggio di Son, a sud di Drøbak, il colonnello Eriksen decise che ulteriori scontri senza unità di fanteria adeguate sarebbero stati vani. La fortezza norvegese si arrese la mattina del 10 aprile. Il governo norvegese fuggì nel Regno Unito, il 7 giugno, tre giorni prima della resa dell'esercito norvegese.